# 和歌山県立新宮高等学校
和歌山県立新宮高等学校（わかやまけんりつ しんぐうこうとうがっこう）は、和歌山県新宮市に所在する公立の高等学校。略称は新高。

## 設置学科
- 全日制課程 普通科
- 定時制課程 普通科 （夜間）

## 概要
全日制と定時制を併設する。全日制課程・定時制課程ともに普通科のみを設置している。建設工学科は2007年に募集を停止した。
全日制課程では大学進学を希望する生徒に対応し、進路希望に応じたカリキュラムが組まれている。2006年度（平成18年度）には和歌山県教育委員会から「ハイスクール学力アップ支援プラン研究指定校」に指定され、学力向上の取り組みをすすめている。また文部科学省からサイエンス・パートナーシップ・プロジェクト (SPP) 事業の実施校に指定され、大学教員による出張授業なども実施している。
また定時制課程は、学校所在地周辺の新宮市・東牟婁郡では唯一のものである。定時制課程は4年制であるが、特別授業や通信教育など所定の授業を併履修することにより3年での卒業も可能となっている。
新宮高校の前身・旧制和歌山県立新宮中学校の卒業生は政治家・軍人になる者はあまりおらず、学者・文化人・医師になる者が多かったことで知られている。

## 沿革
- 1900年（明治33年）12月11日 - 和歌山県立第二中学新宮分校設置建議案が通常県会の再建議により可決。
- 1901年（明治34年）4月27日 - 県立第二中学校（旧制田辺中学校、1896年〈明治29年〉創立）の第二分校として、第二中学校新宮分校が開校。第三尋常小学校を仮校舎として開校式を行なった。
- 1903年（明治36年）4月1日 - 和歌山県立新宮中学校として創立。
- 1948年（昭和23年）
  - 4月1日 - 学制改革により、和歌山県立新宮中学校、和歌山県立新宮工業学校、和歌山県立新宮高等女学校（1906年〈明治39年〉開校）の3校を統合して和歌山県立新宮高等学校を創設。
  - 5月10日 - 開校。全日制普通、商業、工業（土木、建築）の諸課程および別課を設置。
  - 10月11日 - 定時制課程併設開校。
- 1954年（昭和29年）第36回全国高等学校野球選手権大会（夏の甲子園）で準決勝進出。
- 1963年（昭和38年）4月1日 - 商業科が和歌山県立新宮商業高等学校（現在の和歌山県立新翔高等学校）として独立。同年10月まで新宮高等学校を仮校舎とした。
- 1979年（昭和54年）11月3日 - 新宮高校創立80周年記念式及び体育館竣工記念式典。
- 1979年（昭和54年）全国高校囲碁選手権大会（団体戦）で優勝
- 1980年（昭和55年）7月2日 - 校歌「日よ照り輝け」廃止決定。
- 1981年（昭和56年）2月21日 - 新校歌「黒潮はわが郷を恵み」発表会開催。
- 1981年-1983年 久嶋啓太が3年連続で高校横綱に(インターハイ個人戦３連覇）。
- 1983年（昭和58年）久嶋啓太が第三十二回全日本相撲選手権大会で優勝。
- 1993年（平成5年）4月 - 土木科・建築科を改編、建設工業科を新設。
- 2002年（平成14年） - 2学期制を導入。
- 2005年（平成17年） - エネルギー教育実践校に指定される。
- 2007年（平成19年） - 建設工学科を募集停止。同学科は、この年新設された和歌山県立新翔高等学校の総合学科の一部として継承。

## 出身者
- 佐藤春夫（作家）
- 中上健次（作家）
- 畑中武夫（天文学者）
- 石垣栄太郎（洋画家）
- 村井正誠（洋画家）[2]
- 小倉清 （精神科医、精神分析家、元日本精神分析協会会長）
- 鈴木理策（写真家）
- 向井山朋子（ピアニスト）
- 平野義久（作曲家）
- 中村育二 - （劇作家、俳優）
- 久木留毅（専修大学文学部教授、博士）
- 久島海啓太（元大相撲力士、のち年寄・田子ノ浦）
- 石垣一夫（野球選手、元衆議院議員）
- 前岡勤也（野球選手）
- 岡田守雄（野球選手）
- 後藤忠弘（野球選手）
- 庄司智久（野球選手）
- 峯本達雄（野球選手）
- 山崎慎太郎（野球選手）
- 藪恵壹（野球選手）
- 巽真悟（野球選手）
- 古角俊郎（野球指導者）1年だけ在籍。
- 岩出雅之（帝京大学ラグビー部監督）
- 堤一之（ハンドボール選手）
- 岡田章（一橋大学名誉教授、元日本経済学会会長、ゲーム理論家）
- 井上敦（元衆議院議員）
- 東力（元衆議院議員）
- 西律（政治家・郷土史家）
- 中平穂積（写真家、ジャズ喫茶店経営）

## 著名な教職員・関係者
- 竹中雅彦（同校硬式野球部元指導者）

## 交通
- 熊野御坊南海バス・奈良交通 「新宮高校前」バス停下車。
- JR西日本・JR東海 紀勢本線 新宮駅 南西へ約1.3km。